# Об'єднана Бенгалія
22°34′03″ пн. ш. 88°22′12″ сх. д. / 22.5675° пн. ш. 88.37° сх. д.

Приблизні межі розселення бенґальців

Об'єднана Бенґалія (англ. United Bengal) - політична концепція, яка передбачала створення єдиної держави бенґальців, що включає в себе територію сучасного індійського штату Західну Бенґалію та державу Банґладеш. Існувала переважно до середини XX століття.
Пропозиція об'єднати Бенґалію була зроблена бенґальськими політичними лідерами Гусейном Шахідом Сухраварді та Саратом Чандрою Бос, щоб створити єдину та незалежну державу Бенґалія. Було висловлено альтернативну пропозицію розділити Бенґалію по комунальній лінії. Ця ініціатива не вдалася через комунальні конфлікти між мусульманами та індусами, що привели до розділу Індії.

## Історія
Індо-мусульманський конфлікт загострився, і попит на окрему мусульманську державу Пакистан став популярним серед індійських мусульман. Розділ Індії на комунальні лінії вважається неминучим в середині 1947. Щоб не допустити приєднання більшості індійських районів  Пенджабі і Бенгалії до мусульманського Пакистану, Індійський національний конгрес та Хінду Махасабха шукали розділу цих провінцій по комунальних лініях. Бенгальські націоналісти, такі як Сарат Чандра Бос, Х. Ш. Сухраварді Хусейн Шахід, Кіран Шанкар Рой Абу Хашим, Сатья Ранджан Бакши і Мохаммад Алі Чаудхурі прагнули протистояти розділу з пропозицією створення єдиної і незалежної держави Бенгалії. В ідеологічні бачення "Великої Бенгалії" також включені регіони Ассам і району Біхар. Х. Ш. Сухраварді і Бозе шукали формування коаліційного уряду між бенгальським Конгресом і Бенгальською провінційною Мусульманською лігою. Прихильники плану закликали маси відмовитися від комунальних підрозділів і підтримувати бачення єдиної Бенгалії. У прес-конференції в Делі по 27 квітня 1947 Х. Ш. Сухраварді представив свій план для єдиного та незалежного створення Бенгалії і Абу Хашим видав аналогічну заяву в Калькутті 29 квітня. Через кілька днів, Сарат Чандра Бос висунув свої пропозиції щодо "Суверенної Соціалістичної Республіки Бенґалії".

## Пропозиція
За підтримки британського губернатора провінції Бенгалія, Фредерік Берроуз, бенгальських лідерів видав офіційну пропозицію на 20 травня:
1. Бенґалія мала б бути суверенною державою. Вільна держава Бенґалія вирішить свої відносини з іншою частиною Індії.
2. Конституція Вільної держави Бенґалії дасть на виборах в Законодавчі збори Бенґалії на основі спільного електорату і дорослих франшизи, із збереженням місця пропорційно чисельності населення серед індусів і мусульман. Місця, відведені для індусів і касти індуїстів, будуть розподілятися між ними пропорційно їх населенню, і таким чином можуть бути узгоджені між собою. Округів буде декілька, і голоси були б дистрибутив і не підсумовуються. Кандидат, який отримав більшість голосів своїх литих спільноти під час виборів і 25 відсотків голосів від інших громад так кинути, буде оголошений обраним. Якщо жоден кандидат не задовольняє цим умовам, що кандидат, який отримав найбільшу кількість голосів у свою спільноту буде обраний.
3. На заяву уряду Його Величності, що пропозиція Вільної держави Бенгалія була прийнята і Бенгалії не буде розділений, справжнього бенгальського міністерства буде розпущений. Новий тимчасовий міністерства будуть притягнуті до життя, що складається з рівної кількості мусульман та індусів (у тому числі каст індусів), але крім головного міністра. У цьому міністерстві, головний міністр буде мусульманином і міністр внутрішніх справ індус.
4. До остаточного появи законодавчої та Міністерства відповідно до нової конституції, індуїсти (в тому числі каст індусів) і мусульмани будуть мати рівні частки в послуги, у тому числі військових і поліцейських. Послуги будуть укомплектовані бенгальців.
5. Установчі збори складається з 30 осіб, 16 мусульман і 14 не-мусульман, буде обраний мусульманських і немусульманських членів Законодавчих відповідно, за винятком європейців.

## Відмова
Мусульманської ліги і Конгресу виступили із заявами, відкидаючи поняття незалежного Бенґалія 28 травня і 1 червня відповідно. Хінду махасабха також виступали проти включення індо-більшість районів з переважаючим мусульманським населенням Бенґалія, в той час як бенгальський мусульманського лідера Хаваджи Назімуддін і Маулана Акрам Хан прагнув виключення індо-більшість районів для створення однорідного мусульманського Пакистану. Серед обтяжуючих індо-мусульманської напруженості, 3 червня британський  намісника Господь Луї Маунтбаттен оголосила про плани розділу Індії і, отже, Пенджабу і Бенґалія на комунальні лінії, поховавши під собою попит на незалежні Бенгалії.